# Dendrobium luteolum
Dendrobium luteolum là một loài lan trong chi Lan hoàng thảo.